# NGC 2253
NGC 2253 este o galaxie situată în constelația Girafa. A fost descoperită în  de către William Herschel.